# Titularbistum Caesarea in Bithynia
Caesarea in Bithynia (ital.: Cesarea di Bitinia) ist ein Titularbistum der römisch-katholischen Kirche.
Das Titularbistum ist benannt nach einem früheren Bistum der antiken Stadt Caesarea in der kleinasiatischen Landschaft Bithynien in der heutigen Türkei, das  der Kirchenprovinz Nikomedia angehörte.
| Titularbischöfe von Caesarea in Bithynia |                                      |                                                         |                    |                    |
| Nr.                                      | Name                                 | Amt                                                     | von                | bis                |
| 1                                        | Angelo Peruzzi                       | Weihbischof in Bologna (Kirchenstaat)                   | 5. November 1572   | 3. April 1581      |
| 2                                        | Claude de Saint-Bonnet de Thoiras    | Koadjutorbischof von Nîmes (Frankreich)                 | 25. Oktober 1621   | 12. September 1625 |
| 3                                        | Charles de Bourbon                   | Koadjutorbischof von Soissons (Frankreich)              | 16. Dezember 1652  | 28. Oktober 1656   |
| 4                                        | Bonaventura Rousseau                 | Weihbischof in Verdun (Frankreich)                      | 6. Mai 1658        |                    |
| 5                                        | Alfonso Aguado OSB                   | Weihbischof in Ávila (Königreich Spanien)               | 22. Februar 1672   | 1680               |
| 6                                        | Karl Emanuel Sardagna von Hohenstein | emeritierter Bischof von Cremona (Kaisertum Österreich) | 21. Februar 1839   | 12. Januar 1840    |
| 7                                        | Antonio Geremia Pesce CP             | Apostolischer Vikar von Dodoma (Tanganjika)             | 10. Mai 1951       | 25. März 1953      |
| 8                                        | Giovanni Sismondo                    | emeritierter Bischof von Pontremoli (Italien)           | 30. September 1954 | 1955               |
| 9                                        | Secondo Chiocca                      | Weihbischof in Genua (Italien)                          | 15. April 1955     | 5. Januar 1982     |